# Hagagymnasiet i Norrköping
Hagagymnasiet i Norrköping är en kommunal gymnasieskola som startades 1961. Skolans verksamhet inhystes till en början temporärt i den kommunala flickskolan Philska skolans byggnad. Skolans byggnad, ritad av arkitekten Kjell Ödeén, placerades bredvid den då redan existerande kommunala grundskolan Hagaskolan och stod färdig 1965.
Gymnasieskolan har två delar, Hagagymnasiet Haga med ordinarie gymnasieprogram beläget i skolans ursprungliga byggnader och Hagagymnasiet Second Chance School på Sankt Persgatan i centrala Norrköping med försöksverksamhet med individuellt utformad yrkesutbildning för elever i 20–24 års ålder.

## Utbildningar
Hagagymnasiets utbildningar har inriktning mot naturvetenskap, samhällsvetenskap samt fritid och hälsa eller pedagogiskt arbete. Utöver detta erbjuds också kurser för elever som saknar nationell behörighet (Individuellt alternativ) eller har särskilda behov både socialt eller i skolan (Basklass belägen i Trozellihuset bakom Ebersteinska gymnasiet). Skolan har också ett samarbete med basketlaget Norrköping Dolphins och är ett certifierat basketgymnasium. Antagna på basketprogrammet kan välja att läsa något av de nationella programmen.
- Ledarskap – Nya BF
- Naturvetenskapsprogrammet
- Samhällsvetenskapsprogrammet
- Tvärvetenskap - Natur & Samhälle
- Individuellt alternativ
- Basklass
- Second Chance School (E2C)
- Estetiska programmet – Gymnasiesärskolan

## Tidigare elever
Bland tidigare elever märks företagsledaren Carl-Henric Svanberg och musikern Markus Krunegård. 